# Арагорн II
Арагорн II, син Араторна, је измишљени лик из романа Силмарилион и Господар прстенова енглеског писца Роналда Руела Толкина. Био је познат као поглавар народа Дунедаина, који је учествовао у Рату за прстен.
Дунедаински поглавар Арнора. У време Рата за прстен, Арагорн II био је шеснаести и последњи поглавар Дунедаина. Рођен је године 2931. Трећег доба, а подизао га је Елронд (полувилењак) у Ривенделу. Када је Арагорну било двадесет година, упознао се с Елрондовом кћерком Аруеном, и овај пар се заљубио једно у друго. Међутим, Елронд није желео да дозволи овај брак док Арагорн не постане законити краљ Арнора и Гондора. Да би то остварио, Арагорн је путовао надалеко и борио се за права Слободних народа. Путовао је под многим именима: Ехтелион, Торонгил, Вилинкамен, Елесар и Страјдер (Кракатило). Као господар Дунедаина, Арагорн је био благословен животним веком троструко дужим од осталих људи. Године 2956. срео је чаробњака Гандалфа, након чега су постали пријатељи и савезници. Године 3018. дошао је у област Бри, где се упознао с Хобитом и Носиоцем Прстена, Фродом Багинсом. У Ривенделу је постао један од чланова Дружине Прстена. Пошто је Гандалф страдао од Балрога у рудницима Морије, Арагорн је постао вођа Дружине. У Рату за прстен Арагорн је одиграо истакнуту улогу у победи код Рогбурга и потискивању Сауронове војске. Заповедао је Војском немртвих Данхароуа и заробио пиратску флоту код Пеларгира. Његов долазак с новим савезницима, у Бици на Пеленорским пољима, спасао је Гондор. Заповедао је и Војском запада у бици код Црне капије Мордора. После рата Арагорн је постао краљ Елесар ("Вилинкамен") Поново Уједињеног Краљевства и оженио се Аруеном. Током следећег века своје владавине, Арагорн је проширио властито краљевство до најзападнијих области Средње земље. Са Аруеном је имао неколико кћерки и једног сина, Елдариона. После Арагорнове смрти, 120. године Четвртог доба, његов син је постао краљ Поново Уједињеног Краљевства и владао дуго и успешно.